# Dynastie Nayak de Madurai
La Dynastie  Nayak de Madurai est une dynastie indienne qui gouverne de 1559 à 1736 une région du sud-est de l'Inde qui comprend la majeure partie de l'actuel État du Tamil Nadu, avec Madurai comme capitale. Initialement gouverneurs pour le compte du royaume de Vijayanagara, ils se rendent indépendants lors de la chute de ce état. Les membres de la caste Balija de langue télougoue opèrent une réforme administrative et culturelle, et revitalisent la reconstruction de temples qui avaient été saccagés par les armées du Sultanat de Delhi et inaugurent un style architectural nouveau.

## Contexte
L'origine sociale des Nayaks de Madurai est celle d'un clan de guerriers-commerçants  Balija Nayaks du sud de l'Inde principalement originaires des états actuels  d'Andhra Pradesh et du Tamil Nadu,,.
Les plus célèbres souverains sont le roi Tirumala Nayaka (en), et la reine, Rani Mangammal (en). Les échanges commerciaux s'effectuaient principalement avec les Hollandais et les  Portugais, car les Anglais et les Français ne s'étaient pas encore établis dans la région.

## Liste des Nayakas
La dynastie se compose de 13 souverains, dont 9 rois, 2 reines, et 2 co régences.
- 1529-1563 : Viswanatha Nayak (en)
- 1563-1573 : Kumara Krishnappa I Nayak,	son fils,
- 1573-1595 : Krishnappa Periya Virappa     co-régent, son fils ,
- 1573-1595 : Visvanatha II                 co-régent, son frère ,
- 1595-1602 : Lingaya Kumara Krishnappa II  co-régent, fils de Krishnappa Periya Virappa
- 1595-1602 : Visvanatha III                co-régent, son frère
- 1602-1609 : Muttu Krishnappa Nayak , fils de Krishnappa II ,
- 1609-1623 : Muttu Virappa  I Nayak , son fils ,
- 1623-1659 : Tirumala Nayaka (en) frère ,
- 1659-1660 : Muthu Virappa II Nayak, son fils ,
- 1660-1677  : Chokkanatha I Nayak son fils,
- 1677-1677  : Muttulinga , son frère ,
- 1677-1682 : Chokkanatha I Nayak (rétabli)
- 1682-1689 : Rangakrishna Muthu Virappa III Nayak, son fils ,
- 1689-1704 : Rani Mangammal (en), (reine) épouse de 	Chokkanatha I
- 1704-1731 : Vijaya Ranga Chokkanatha II Nayak	, fils de Virappa III,
- 1731-1736 : Meenakshi	 (reine) , son épouse.